# Busan Open Challenger 2007
Il Busan Open Challenger 2007 è stato un torneo di tennis facente parte della categoria ATP Challenger Series nell'ambito dell'ATP Challenger Series 2007. Il torneo si è giocato a Pusan in Corea del Sud dal 28 maggio al 3 giugno 2007 su campi in cemento.

## Vincitori

### Singolare
Wang Yeu-tzuoo ha battuto in finale  Jan Vacek con il punteggio di 6–3, 6–2.

### Doppio
Serhij Bubka /  John-Paul Fruttero hanno battuto in finale  Nathan Healey /  Jan Mertl con il punteggio di 4–6, 7–6(5), [10–6].